# Wunde

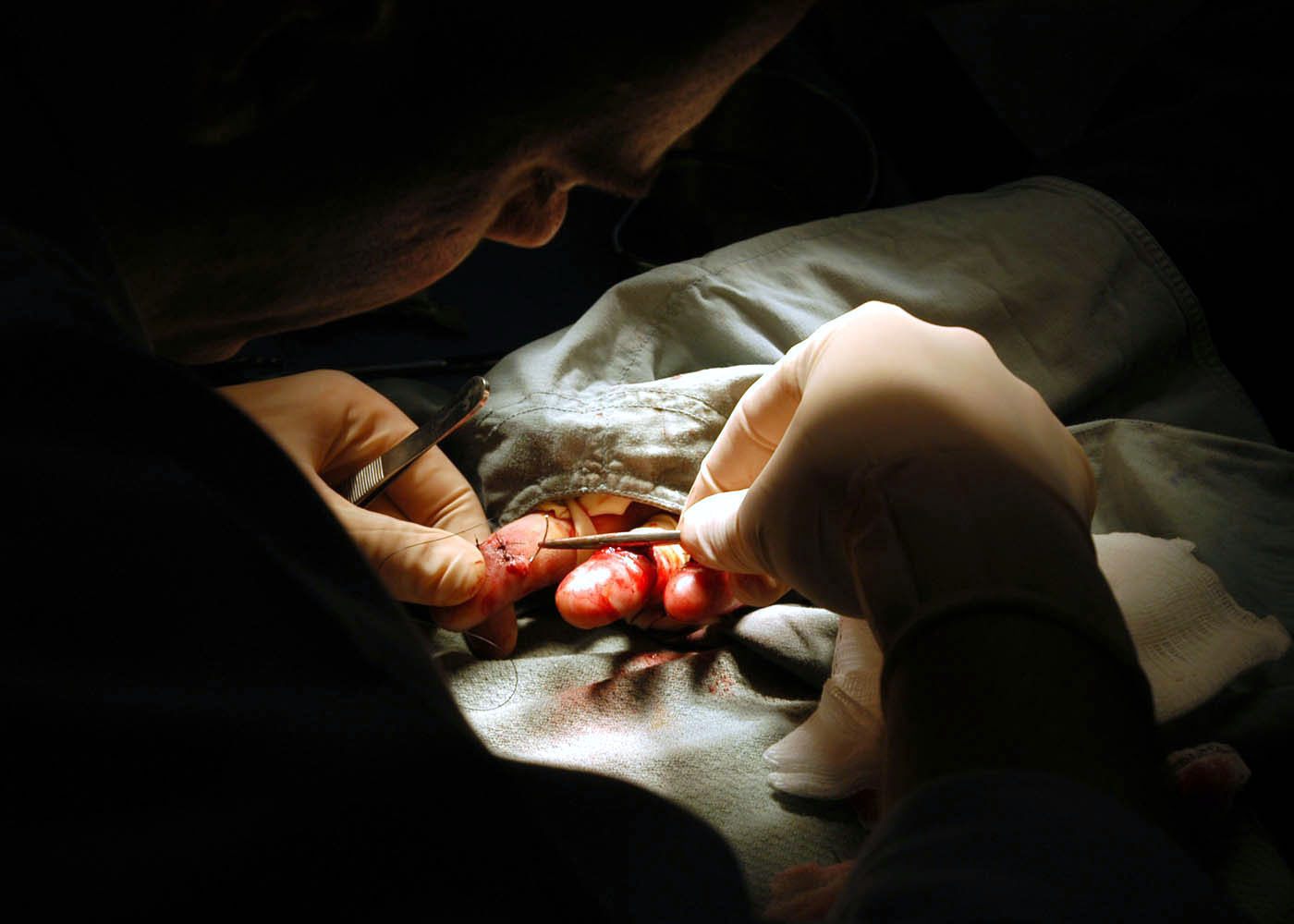
Vernähen einer Wunde an der Hand

Eine Wunde (von althochdeutsch wunte ‚Wunde‘, ‚Schlag‘, ‚Verletzung‘, wie lateinisch vulnus von indogermanisch wen, ‚leiden‘; griechisch trauma) ist ein Defekt des schützenden Deckgewebes (Trennung des Gewebszusammenhangs) an äußeren (Haut) oder inneren (Schleimhaut) Körperoberflächen mit oder ohne Gewebsverlust. Zumeist ist sie durch äußere Gewalt verursacht, kann aber auch alleinige Folge einer Krankheit sein, wie als Geschwür (Ulkus).
Bei psychischer Schädigung wird umgangssprachlich im weiteren Sinn von einer psychischen Wunde, einem seelischen Trauma oder einer psychischen Narbe gesprochen (siehe Trauma (Psychologie)).

## Einteilung

### Ursache
Durch äußere Gewalt:

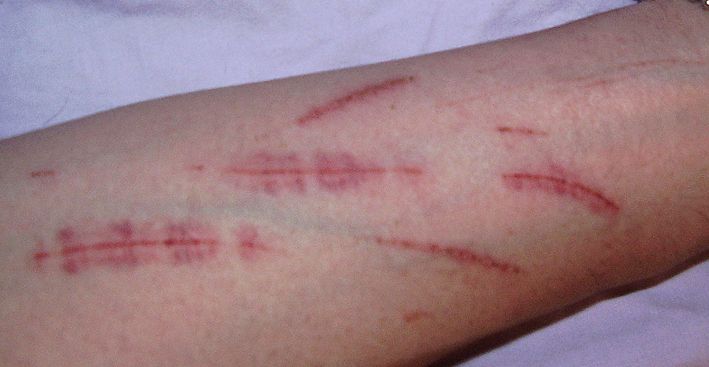
Teils frische, teils narbig verheilte, oberflächliche Ritz- und Schnittwunden am linken Unterarm, verursacht durch selbstverletzendes Verhalten

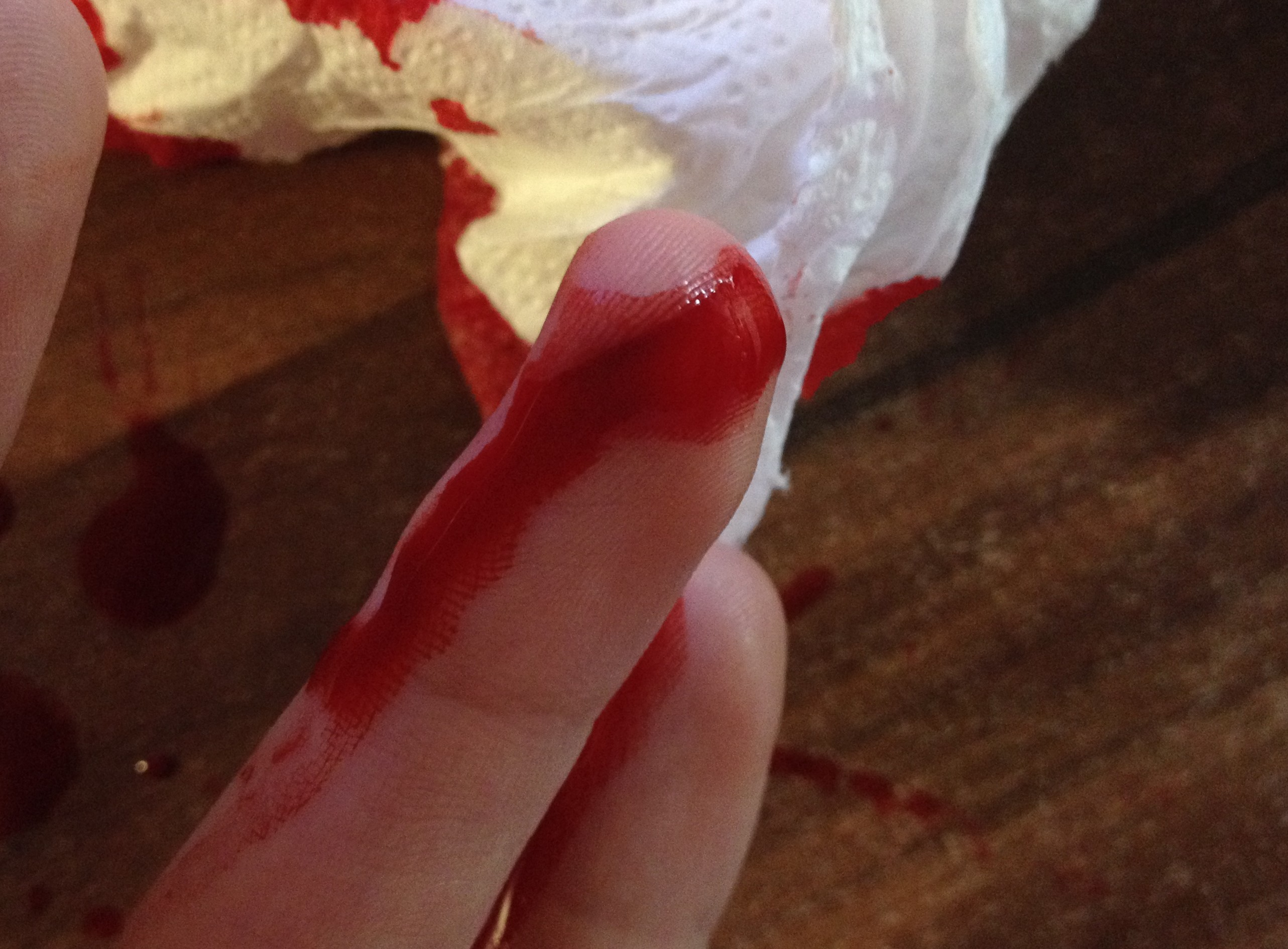
Frische blutende Schnittwunde an der Fingerkuppe des linken Ringfingers

- Gelegenheitswunden sind zufällige Verletzungen durch Unfälle oder absichtlich schädigende Verletzungen, z. B. mit Hieb- und Stichwaffen. Sie sind immer mit Keimen besiedelt (kontaminiert) und neigen ohne adäquate Behandlung zur Sekundärheilung.
- Operationswunden entstehen bei medizinischen Operationen und sind methodisch bedingt unvermeidbar. Saubere Operationswunden, die unter sterilen Bedingungen zustande kamen, können primär heilen. Klassische Operationswunden sind Schnittwunden, die mit dem Skalpell zugefügt werden. Minimalinvasive Operationen erzeugen mit dem Trokar Stichwunden, die wesentlich kleiner sind. Selten wird die Haut, eher die Schleimhaut mit dem Thermokauter (Hitze durch Strom) eröffnet. Auch Laser kommen an der Haut (Dermatologie und kosmetische Chirurgie) und am Auge (Ophthalmologie) in Anwendung.

Durch Krankheit. Ursächlich hierbei sind:
- Gefühlsstörungen oder Schmerzlosigkeit, die minimale Verletzungen oder andauernde Druckbelastungen nicht fühlen lassen: Koma, diabetische oder alkoholtoxische Neuropathie und vieles mehr,
- motorisches Unvermögen, einen selbständigen Lagerungswechsel zu vollziehen: motorische Lähmungen, Infantilität,
- Durchblutungsstörungen, die eine problemlose Heilung bereits von Bagatellwunden verhindern: arteriosklerotische oder diabetische Mikro- und Makroangiopathien.

### Wundarten
Man unterscheidet ursächlich folgende Wundarten:
- Mechanisch verursachte Wunden entstehen entweder durch scharfe Gewalt (Schnittwunde, Stich-, Hieb- oder Bisswunde) oder durch stumpfe Gewalt (Schürf- (Exkoriation), Riss-, Quetsch- oder Platzwunde, Schusswunde, Pfählung, Ablederungswunde (Décollement) (durch Scherkräfte verursacht), Skalpierung und Dekubitus (durch andauernden Druck zumeist an Auflagepunkten)) oder als kombinierte mechanische Wunden. Sowohl durch scharfe als auch stumpfe Gewalt kann es zur teilweisen oder kompletten Abtrennung von Gliedmaßen kommen.
- Thermische Wunden werden durch Verbrennungen, Verbrühungen oder Erfrierungen verursacht.
- Chemische Wunden entstehen durch Verätzungen der Haut oder Schleimhäute[3] durch Säuren (Koagulationsnekrose) oder Laugen (Kolliquationsnekrose).
- Strahlenbedingte (aktinische) Wunden kommen durch Bestrahlung der Haut mit ionisierenden Strahlen wie Röntgenstrahlen, durch radioaktive Isotope oder durch UV-Strahlung[4] zustande. Strahlenwunden ähneln in manchem den Brandwunden. Ihre Heilung ist jedoch viel problematischer, weil die Strahlenwirkung auf den Gesamtorganismus die Heilung zusätzlich negativ beeinflusst.

### Topografie
Man unterscheidet topografisch (von der Lage her) äußere und innere Wunden: Letztere sind bei Schuss- oder tiefen Stichwunden durch Waffen aber auch bei spießenden Knochenbrüchen und bei Rasanztraumen (Kfz-Unfall) zu beobachten. Gefürchtet sind hierbei einerseits ausgeprägte Blutungen durch Gefäß- oder Herzverletzung oder aufgrund von Einrissen in Milz oder Leber. Andererseits drohen Infektionen durch Eröffnung von keimbesiedelten Hohlorganen wie Darm oder Harnblase. Lebensbedrohende Funktionsstörungen bei Verletzungen von Gehirn, Herz oder Lunge sind drittens bei solchen Wundsetzungen anzutreffen.
Hingegen zählt die wahrscheinlich häufigste innere Verletzung, die Einblutung in lockeres Weichteilgewebe bei einer Prellung, sofern sie ohne gleichzeitige Durchtrennung der Körperoberfläche vorgefunden wird, per definitionem nicht zu den Wunden.

### Komplexität
Es wird die einfache Wunde von der komplizierten Wunde unterschieden.
Eine einfache Wunde ist eine Verletzung von Haut, Unterhaut (Fettschicht), gegebenenfalls von Faszie (bindegewebige Körperhülle) und bei einer zusammengesetzten Wunde auch Muskel. Auch eine Läsion der Schleimhaut ohne Perforation wird dieser Gruppe zugeordnet. Hier ist die Heilung oft einfach und sicher zu erreichen. Die durch äußere Gewalt verursachte einfache Wunde, die das Muskelgewebe betrifft, aber keine Organe und nicht lebensgefährlich ist, wird auch Fleischwunde genannt.
Eine komplizierte Wunde schließt eine Verletzung von Sehnenscheiden, Sehnen, Gelenken, Gefäßen oder Nerven mit ein. Ebenso gehören Wunden mit Organverletzung und Höhleneröffnung (Leibeshöhle, Brustkorb, Schädel) in diese Gruppe. Die Behandlung erfordert großes ärztliches Wissen und sollte von keinem Laien versucht werden.

### Heilungsverlauf
- Primär heilende (p. p. = per primam intentionem) Wunden kommen nur bei sauberen Wunden vor, deren Ränder nicht klaffen. Dieser Zustand wird durch die definitive Wundversorgung angestrebt. Eine Narbe ist strichförmig oder kaum sichtbar.
- Sekundär heilende (p. s. = per secundam intentionem) Wunden sind solche, bei denen ein Gewebsdefekt vorliegt, den der Organismus durch neu zu bildendes Bindegewebe (Narbe) und Überhäutung schließen muss, oder solche mit einer massiven Verkeimung, welche die primäre Heilung verhindert. Die Keimart kann durch einen Wundabstrich identifiziert und die Wirksamkeit von Antibiotika mittels Antibio- oder Resistogramm bestimmt werden. Nach abgeschlossener Heilung ist eine breite Narbe sichtbar.
- Die regenerative Art der Wundheilung, die Epitheliale Wundheilung stellt einen Sonderfall dar. Sie findet manchmal unter Schorf und nur bei sehr oberflächlichen Wunden statt, bei denen nur die Epidermis durch eine Verletzung geschädigt wurde, und nicht wie bei primär oder sekundär abheilenden Wunden, bei denen tiefere Gewebeschichten betroffen sind. Bei der Epithelialen Wundheilung wächst die Epidermis vom Rande her und der Defekt schließt sich durch Epithelisierung. Bei dieser Art der Wundheilung bildet sich also weder Granulationsgewebe aus, noch kommt es zu einer Kontraktion.[6] Da nur die oberste Hautschicht verletzt wurde, bildet sich keine Narbe.

### Infektionsgefahr
Das größte Risiko haben Verletzungen durch kontaminierte Instrumente beim Pathologen, Abdecker, Schlachter, Fischer oder Verletzungen an kontaminierten Laborglasscherben (Mikrobiologe). Man fürchtet zu Recht eine Kontamination mit Keimen, die bereits eine Menschen- oder Tierpassage hinter sich haben und virulenter geworden sind. In diese Risikogruppe gehören ebenso Nadelstichverletzungen des medizinischen Personals und Süchtiger (durch benutzte Kanülen). Bei beiden ist eine Übertragung von HIV und Hepatitis möglich.
In eine ganz andere Gruppe werden verschmutzte Wunden mit Gartenerde oder Straßenstaub oder gar im Schützengraben erworbene eingeordnet. Hier droht eine Infektion mit ruhenden Sporen (Tetanus oder Gasbrand).
Eine weitere Gruppe beinhaltet Maschinenverletzungen wie an Förderbändern, Walzen, Mähmaschinen oder Getrieben. Die Gewebezerstörung und folgende Durchblutungsdrosselung begünstigt das Angehen jeglicher Wundkeime.
Das geringste Infektionsrisiko in der Gruppe der Gelegenheitswunden bietet die Schnittverletzung durch ein unbenutztes, sauberes Küchenmesser.

## Wundheilung
Die Wundheilung ist ein natürlicher biologischer Prozess und beginnt bereits Minuten nach der Wundsetzung. Das Ziel von Heilungsmaßnahmen ist eine völlige, funktionelle wie kosmetische Wiederherstellung (restitutio ad integrum), die in vollem Umfang nur selten zu erreichen ist. Oft bleibt eine sichtbare Narbe zurück (Defektheilung).
Dem Arzt obliegt es dabei lediglich, durch Optimierung der Bedingungen Beschwerden (Wundschmerz) zu lindern, einer Komplikation oder Infektion vorzubeugen, eine Verzögerung zu verhindern und das kosmetische Resultat so günstig wie möglich zu gestalten. Eine echte Wundheilungsbeschleunigung gibt es noch nicht. Beim Verbandwechsel beobachten Ärzte oder Pflegepersonen den Heilungsfortschritt, reinigen die Wundumgebung und bedarfsweise das Wundgebiet und schützen die Wunde durch eine künstliche Abdeckung.
Es werden – nicht einheitlich und unwidersprochen – drei bis fünf Phasen der Wundheilung unterschieden, die zeitlich überlappend nacheinander auftreten, auf klassischen lichtmikroskopischen Untersuchungen basieren und für das bloße Auge nur bei sekundär heilenden Wunden sichtbar sind. Ausgangspunkt jeder Wundheilung ist eine Störung des Blutflusses durch Kapillarverletzungen. Die initiale Blutung leitet eine Blutgerinnung ein, das zerstörte Blutgefäß wird durch ein Gerinnsel (Blutpfropf) verschlossen.
- Es beginnt mit der Latenzphase oder Ruhephase, da anscheinend keine makro- und mikroskopisch sichtbaren weiteren Reaktionen eintreten. (In vielen Einteilungsschemata wird sie der folgenden Phase zugeordnet, da sie meist kurz und nur schlecht abzugrenzen ist.)
- Exsudationsphase, Reinigungs-, Inflammations- oder Entzündungsphase: Bei der Gerinnselbildung wird ein Fibrinnetz gebildet, welches ein Verkleben aneinanderliegender Wundränder ermöglicht. Klares Wundsekret, welches aus Serum besteht, ist mit Entzündungszellen durchsetzt. Unter sauberen Verhältnissen sollte diese Phase nicht länger als ein bis drei Tage dauern. Überschießendes Wundsekret (Exsudat, „austretende Flüssigkeit“) kann bei sekundär heilenden Wunden Fremdkörper und Keime aus der Wunde „herausschwemmen“. Im Verlauf dieser Phase nimmt die Mitose (Zellteilung) im Wundgebiet zu. Monozyten reifen in dem Wundgebiet zu Makrophagen, die Zelltrümmer und Pfropf abräumen. Fibroblasten, die sich aus eingewanderten, aber auch aus im Wundrand ortsständigen Bindegewebszellen entwickeln und durch Zellteilung vermehren, vollbringen in der folgenden Phase die eigentliche Aufbauarbeit. Hierzu ist ein feuchtes Wundmilieu nötig, welches durch moderne Verbandsstoffe nachgebildet wird.
- Proliferationsphase, Granulationsphase: Durch Bildung (Proliferation) von neuem Bindegewebe wird der Wunddefekt zunehmend aufgefüllt, es entsteht das sichtbar grob gekörnte Füllbindegewebe (Granulationsgewebe). Hand in Hand mit der zellreichen Auffüllung eines Wunddefektes geht der Abbau des Fibrinnetzes (durch Fibrinolyse) einher. Zugleich nimmt durch einsprossende Haarkapillaren der Gefäßreichtum zu durch Angiogenese bzw. Vaskularisation. Bei sehr kleinen Wunden kann diese Phase schon nach wenigen Stunden beginnen. Im Allgemeinen dauert sie vom vierten bis zum zwölften Tag. Ungefähr zwischen dem sechsten und zehnten Tag beginnt die Ausreifung der kollagenen Fasern. Der gesamte Ablauf ist sehr komplex und unterliegt dem Einfluss zahlreicher Wachstumsfaktoren (Zytokine). Das Granulationsgewebe kann sich nur zeitgemäß entwickeln, wenn keine allgemeine oder örtliche Mangelernährung (keine Mangeldurchblutung) und keine unkorrigierten Stoffwechselerkrankungen das Wachstum behindern.
- In der Regenerationsphase wird die Wunde an der Oberfläche durch Epithelisation geschlossen (Deckgewebe der Epidermis als Epithelgewebe). Der Durchmesser einer gut granulierenden Wunde schließt sich zu einem Drittel ausschließlich durch Schrumpfung, zu zwei Dritteln durch Neubildung (Zellteilung von Oberflächenzellen und Zellwanderung auf der „Gleitbahn“ verflüssigten Fibrins) vom Wundrand her zur Wundmitte. Das darunter gelegene Granulationsgewebe bildet zunehmend Kollagenfasern aus, womit die Wiederherstellung aller Hautschichten nahezu abgeschlossen ist. Da keine elastischen Fasern gebildet werden, fehlt dem Narbengewebe jedoch unvermeidbar die Elastizität gesunder Haut. Deswegen wird in der Therapieplanung eine minimale Narbe angestrebt. Die Regenerationsphase dauert etwa ab dem dreizehnten Tag bis zu mehreren Wochen.
  - Manchmal extra bezeichnet wird die Maturation („Reifung“) als weitere funktionelle Anpassung des Narbengewebes an die örtlich verschiedenen Anforderungen. Die weitere Zunahme der Reißfestigkeit des Narbengewebes hängt von der Vernetzung, Verfestigung und Ausrichtung der Kollagenfasern ab. Der Wassergehalt des Gewebes nimmt ab, die anfänglich das Hautniveau gering überstehende Narbe schrumpft regelhaft unter Hautniveau. Auch nimmt der Gefäßreichtum des Narbengewebes ab. Die ursprünglich frisch rote Narbe wird weiß. Dieser Prozess dauert ein bis zwei Jahre.

## Wundbehandlung
Die operative Wundversorgung schließt die Beseitigung von Fremdkörpern und die definitive Blutstillung, etwa mittels Gefäßnaht oder Ligatur, von Gefäßstümpfen ein. Die temporäre oder provisorische Wundbehandlung im Rahmen der Ersten Hilfe trifft nicht auf Operationswunden zu. Die Gelegenheitswunde bedarf einer:
- vorläufigen Blutstillung,
- Schmerzbekämpfung.
- keimarmen oder keimfreien Abdeckung

Die Wundabdeckung erfolgt mit einer Wundauflage beispielsweise aus Mull oder mit neueren Verbandsmaterialien und wird mit elastischen Binden fixiert. Bei einfachen Schürf- oder Schnittwunden kann Cyanacrylat-Klebstoff zur Wundabdeckung genutzt werden. Tief eingedrungene Fremdkörper dürfen vor dem Krankentransport nicht entfernt werden, weil sie einerseits Gefäße oder Hohlorgane perforiert haben können, deren Versorgung vor Ort nicht gelingen kann und andererseits durch vorzeitige Entfernung eine präzise Feststellung des Ausmaßes der Verletzung im OP sich schwierig gestaltet. Sie verbleiben, vor Bewegung beim Transport und weiterem Eindringen geschützt, fixiert. Auf großflächigen Brandverletzungen oder Verbrühungen sollen keine Salben aufgetragen werden. Die Bekleidung soll gelöscht, jedoch unverändert am Körper des Verunglückten belassen werden, sofern sie oder ihre Verbrennungsprodukte nicht giftig ist. Allerdings ist bei Säure- oder Laugenverätzungen die Entfernung der getränkten Kleidung ebenfalls unumgänglich, um eine weitergehende Schädigung zu vermeiden.
- Sofortige Ruhigstellung von Extremitäten.

Die Ruhigstellung im Rahmen der Erstversorgung erfolgt meist mit Vakuum- oder anderen Lagerungsschienen.

### Wundreinigung
Eine professionelle gründliche Reinigung der Wunde dient der Förderung des Heilungsprozesses, der Entfernung von Keimen oder Biofilmen, überschüssigem Exsudat und der Lebensqualität der Patienten. Die Wundreinigung ist somit notwendiger Bestandteil einer jeden Wundversorgung. Auch Wunden, die sauber erscheinen, sind von Keimen besiedelt, die aus der unmittelbaren Umgebung auf den Wundgrund gelangen – meist Angehörige der Hautflora. Hinzu kommen Wasserkeime, Darmbakterien und auch Sporenbildner. Bei den sogenannten chronischen Wunden findet sich nicht nur eine größere Anzahl, sondern auch eine erheblich größere Vielfalt an Keimen. Zusätzlich können auch Fremdkörper von Haut und Wundrand in die Wunde gelangen, die fragilen Zustände auf dem Wundgrund beeinflussen und die Abheilung stören. Daher erfolgt eine Wundreinigung immer von innen nach außen.

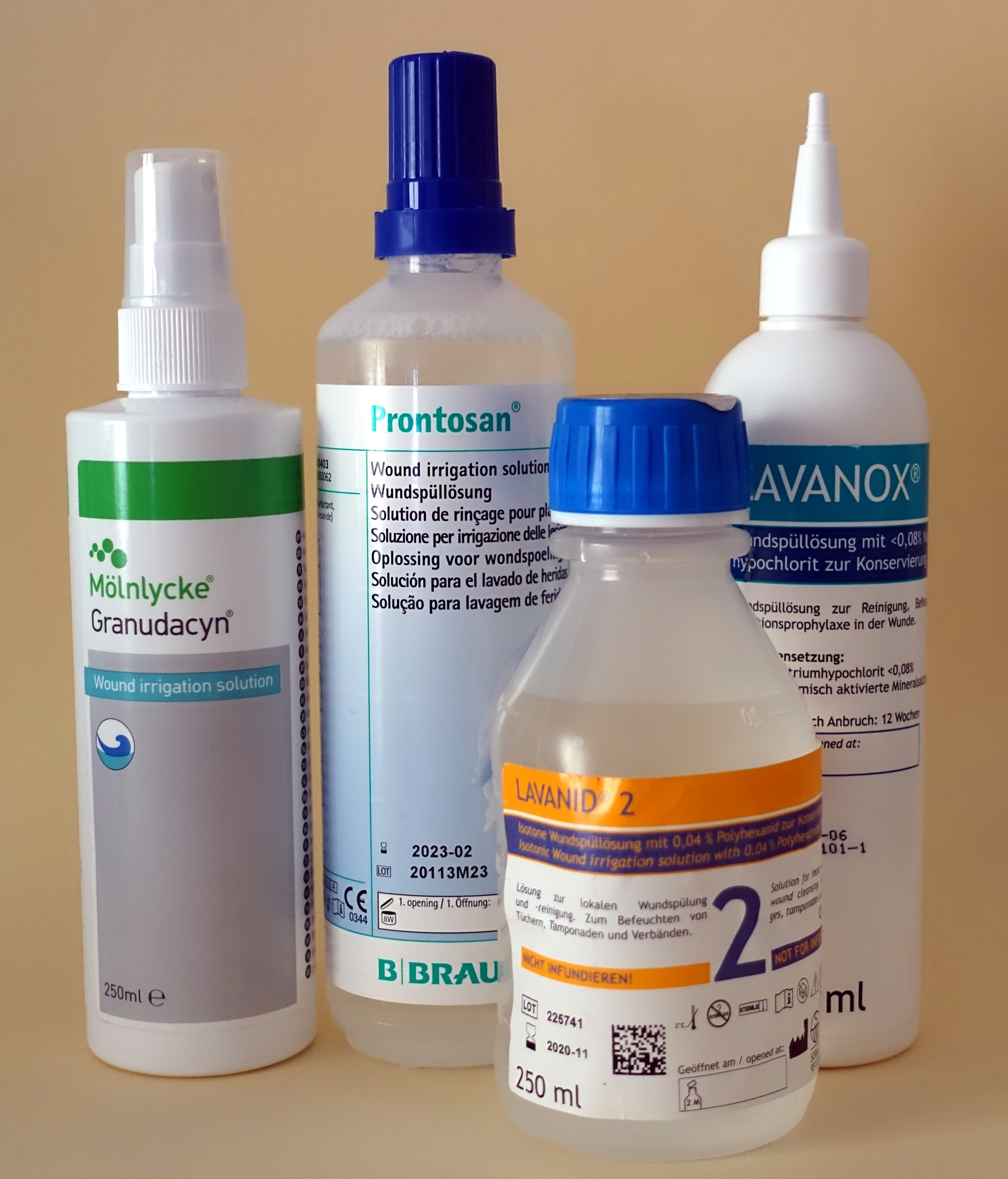
Verschiedene Wundspüllösungen

Bei der Wundreinigung kommen spezielle Wundspüllösungen zum Einsatz. Weit verbreitet ist die sogenannte Ringerlösung, die Natriumchlorid, Kaliumchlorid und Calciumchlorid enthält. Geeignet sind auch Produkte mit:
- Natriumhypochlorit
- Polihexanid
- Octenidin

Besteht ein Infektionsrisiko, oder ist bereits ein Infekt aufgetreten, wird die Wundreinigung mit Wundantiseptika durchgeführt. Diese kommen nur über einen begrenzten Zeitraum von maximal zwei Wochen zur Anwendung. Nach dieser Zeit sollte eine Wundinfektion unter sachgerechter Behandlung abgeklungen sein. Trink- und Leitungswasser ist nicht für die Verwendung an Wunden geeignet. Es gibt allerdings spezielle Wasserfilter, die eine Verwendung von Leitungswasser in der Wundbehandlung ermöglichen. Die Wundreinigung ist Bestandteil eines jeden Verbandwechsels. Bei größeren Verschmutzungen, hartnäckigen Belägen oder Vorkommen von Nekrosen erfolgt ein Débridement.

#### Débridement
Das Débridement entfernt Fremdkörper und abgestorbenes Gewebe aus der Wunde, wobei es bis an intakte Strukturen heranreichen kann. Es gibt verschiedene Methoden, die sich hinsichtlich ihrer Effizienz unterschieden.
- Chirurgisches Débridement: Mittels Skalpell, Ringkürette, Schere oder „scharfem Löffel“, seltener auch mit dem Dermatom, werden Beläge und nekrotisches Gewebe aus der Wunde entfernt. Es handelt sich um die effizienteste Methode des Débridements, die allerdings oft mit Schmerzen verbunden ist.
- Mechanisches Débridement: Unter Einbringen von speziellen Wundspüllösungen werden Fremdstoffe, Beläge oder Gewebetrümmer mit sterilen Kompressen oder speziellen Reinigungspads aus der Wunde gewischt oder durch Tupfen aufgenommen und entfernt.
- Biochirurgisches Débridement: Bei der Larventherapie sorgen steril gezüchtete Fliegenlarven (lucillia serivcata) für die Entfernung von Belägen und abgestorbenem Gewebe.
- Autolytisches Débridement: Der Wunde wird viel Feuchtigkeit zugeführt – etwa durch speziell angereicherte Wundauflagen oder Hydrogele – wodurch die körpereigenen Reinigungskräfte stimuliert werden sollen und Nekrosen und Beläge so aufgeschwemmt werden, dass sie sich von selbst ablösen.
- Enzymatisches Débridement: Biosynthetisch hergestellte proteolytische Enzyme bauen innerhalb der Wunde avitales Gewebe ab. Solche Verbände sind innerhalb von trockenen Wunden kaum wirksam und werden täglich gewechselt

#### Friedrich-Wundexzision
Die (primäre) Wundausschneidung nach Friedrich ist eine totale Ausschneidung einschließlich des Wundgrundes, die mit dem Skalpell durchgeführt wird und ohne oder mit Wundverschluss erfolgt. Sie kommt zur Anwendung, um stark beschädigtes, gequetschtes oder erheblich verschmutztes Gewebe radikal zu entfernen. Die Methode basiert auf Friedrichs Versuchen zur Wundheilung, der die zeitliche Ausbreitung von Keimen in verkeimten Wunden untersuchte und eine Ausschneidung innerhalb von sechs Stunden zwecks Vermeidung einer wirksamen Infektion postulierte. Aber sie ist bei Gelegenheitswunden oft nicht praktikabel. So wird niemand am Wundgrund einen Nerv oder wichtiges Gefäß ausschneiden.

### Die Schmerzbekämpfung

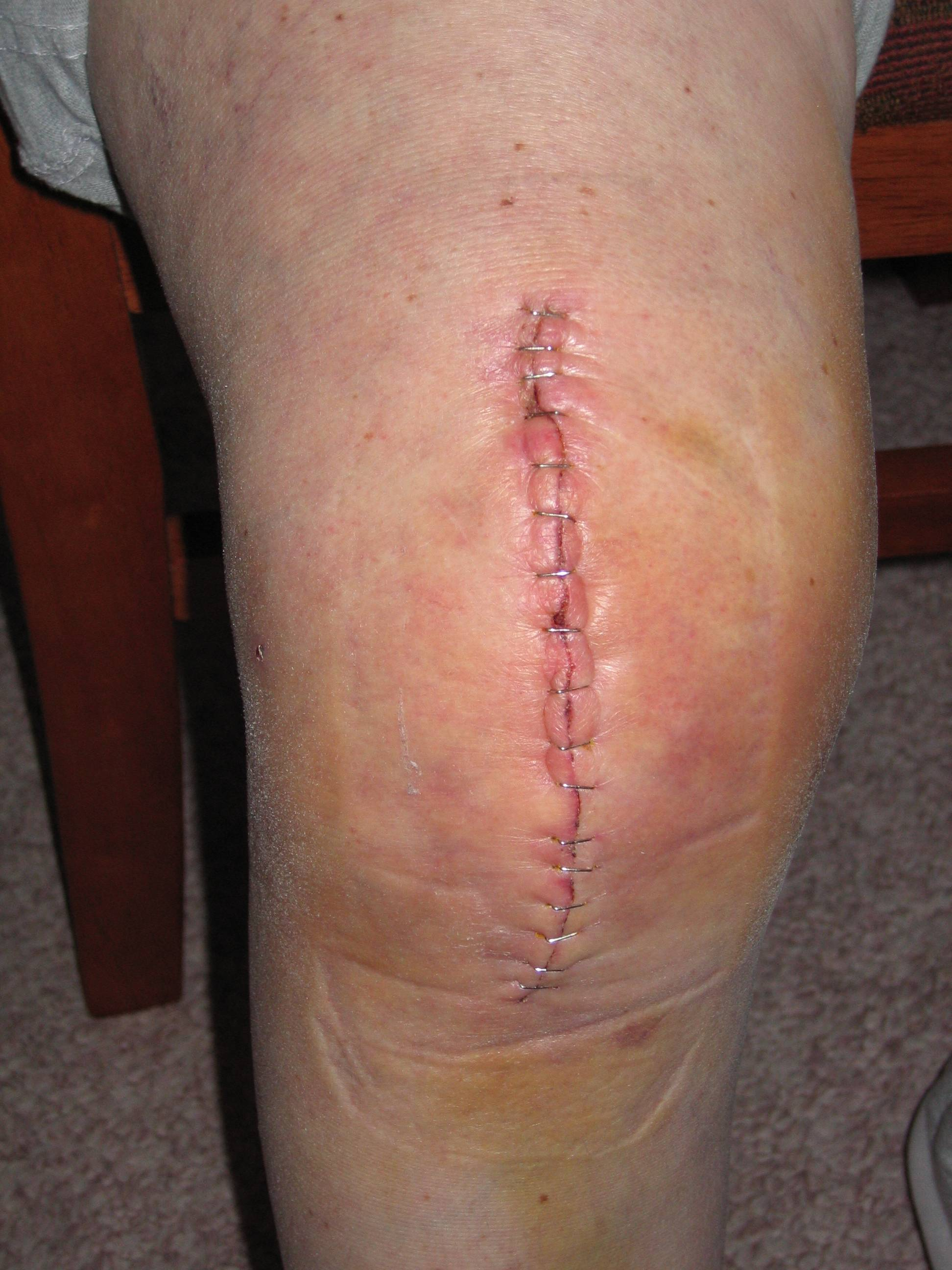
Eine geklammerte Wunde am Knie

Eine Schmerzbekämpfung kann bei umfangreichen Verletzungen durch systemische, den gesamten Körper betreffende Analgesie erfolgen und wird durch die örtliche Betäubung im Rahmen der operativen Wundversorgung ergänzt oder es geschieht die gesamte Versorgung in Narkose.

### Der Wundverschluss
Die Methoden des Verschlusses sind heute vielfältiger als vor einem Jahrhundert. Man kann die Wundränder:
1. Annähern (adaptieren), z. B. mit speziellen Pflasterzügen (Steristrip®, Leukostrip®),
2. Nähen (mit diversen Stichtechniken und Nadelausführungen),
3. Klammern und schließlich noch
4. Kleben

Diese Verfahren können kombiniert vorkommen.

#### Wundabdeckung

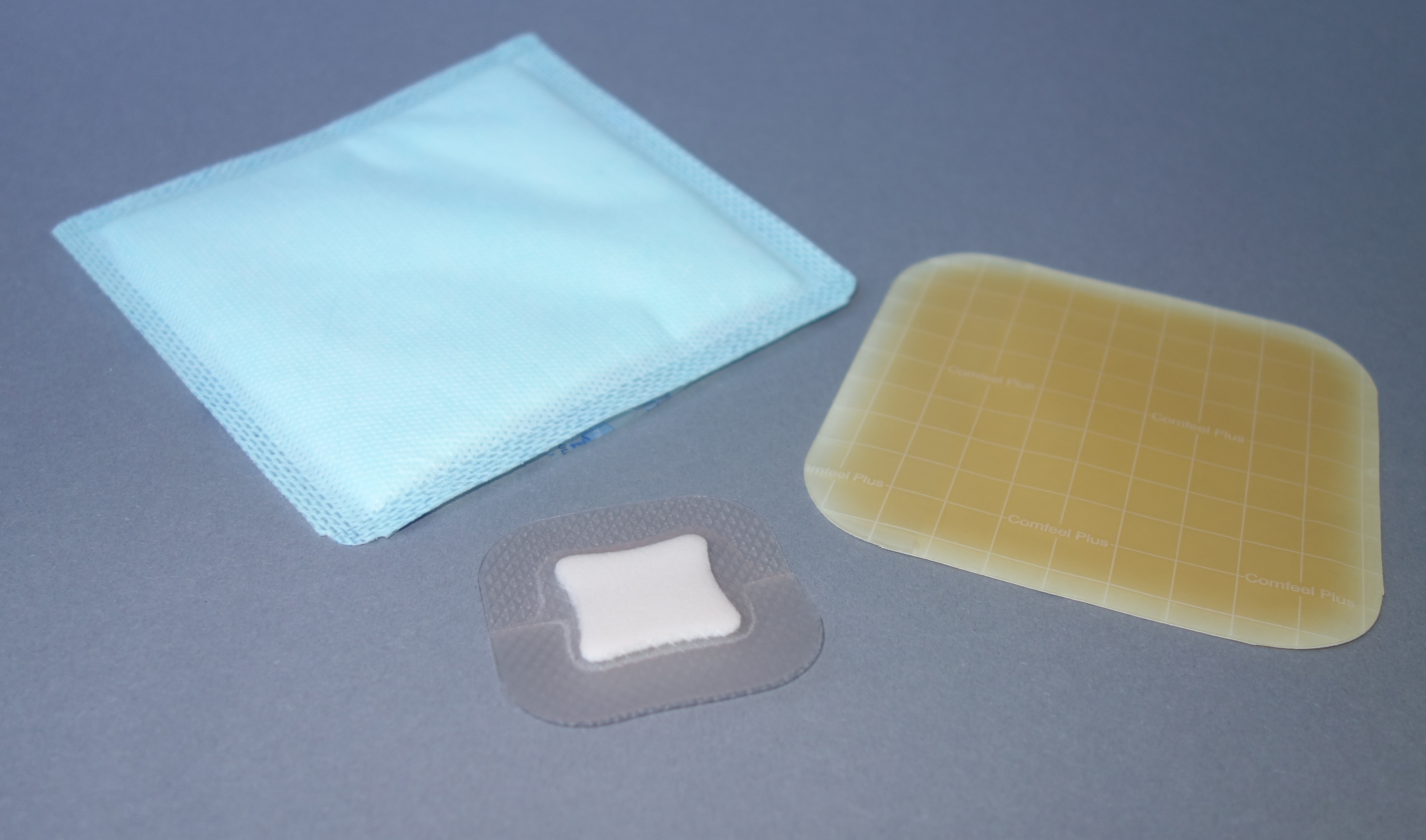
Diverse Wundauflagen

Eine im engeren Sinne offene Wundbehandlung ist nur in seltenen Fällen erlaubt. Eine verschlossene, also primärheilende Wunde kann aber mit einem Sprühverband hinreichend vor erneuter Verschmutzung geschützt werden. Vielfach üblich sind aber noch immer sterile Mullpflaster. Bei Defektwunden und insbesondere bei sekundärheilenden kommen trotz höherer Kosten neuere Wundauflagen wie hydrokolloidhaltige feuchte Verbände, die eine ungestörte biologische Wundheilung begünstigen, Produkte aus Meeresalgen oder silberhaltige Auflagen wegen ihrer oligodynamischen Wirkung, welche eine Infektbekämpfung fördern soll, zur Anwendung.

#### Ruhigstellung
Die Ruhigstellung ist eine zweischneidige Sache. Die biologische bedingte Heilung läuft in der Frühphase unter völliger Ruhe ungestörter ab. Infektionen durch unvermeidbare Kontamination scheinen seltener aufzutreten. Daher werden noch immer Schienen oder Gipse, mindestens aber immobilisierende Verbände aus weichem Material angelegt. Auf der anderen Seite ist die frühfunktionelle dosierte Mobilisation wichtig für das Gleiten von genähten Sehnen, für die Verhinderung von Kapselschrumpfungen der Gelenke, für den Erhalt muskulärer Kraft (sonst Katabolismus), ja sogar für das physische und psychische Befinden.

### Tetanusprophylaxe
Weil eine mit mehr als 30 % tödliche Infektion mit Tetanus durch einfache, unschädliche und preiswerte Impfung vermieden werden kann, sind Verletzte innerhalb von 6 bis 12 Stunden auf ihren Impfschutz belegbar zu überprüfen und ggf. zu immunisieren. Die prophylaktische Impfung im Verletzungsfall sollte nach den Empfehlungen der Ständigen Impfkommission (STIKO) der Bundesärztekammer erfolgen.

#### Antibiose
Nicht jede Wunde heilt ungestört. Deshalb kann eine prophylaktische oder therapeutische Antibiose ebenfalls ein Bestandteil in der Wundbehandlung sein.

##### Prophylaktische Antibiose
Eine vorbeugende Gabe ist bei einfachen Wunden schlichtweg unnötig, wegen der Begünstigung einer Antibiotikaresistenz besonders im Krankenhaus (siehe infektiöser Hospitalismus) abzulehnen und drittens kostspielig.
Anders sieht es bei Operationen an verkeimten Organen wie Dickdarm oder bei Risikooperationen wie am Herzen aus. Hier fordert man regulär eine standardisierte Antibiose, die auf randomisierten und anerkannten Studien fußt. Diese wird in aller Regel parenteral (intravenös oder intramuskulär) appliziert, wirkt also systemisch (= körperweit).

##### Therapeutische Antibiose
Eine Wundheilungsstörung im Körperinneren nach schwerer, traumatischer Gewalteinwirkung kann zu einer Blutvergiftung (Sepsis) führen. In solchen Fällen sind therapeutische Antibiotikagaben unbestritten. Nur darf bei schwerer Verwundung nicht automatisch auf eine therapeutische Notwendigkeit geschlossen werden.

## Wundheilungsstörung
Eine Wundheilungsstörung liegt vor, wenn der physiologische Ablauf einer Wundheilung verhindert wird. Dies führt entweder zum spontanen Aufbrechen der Wunde oder macht eine chirurgische Wundrevision erforderlich.
Nicht nur septische (infektiöse) Wundheilungsstörungen sind problematisch. Auch Wunden bei Hämophilie (Bluterkrankheit) neigen zu gefährlichen Blutungen und erschwerter Wundheilung infolge Gerinnungsstörung durch fehlende oder insuffiziente Gerinnungsfaktoren im Blut.
Man kann Störungen der Wundheilung nach Zeit und Ursache tabellarisch einteilen.
| Wundheilungs- störung | akute                                                                | chronische                              |
| aseptische            | Hämatom Serom Wundrandnekrosen Wunddehiszenz Wundruptur (Platzbauch) | hypertrophe Narbe Keloid atrophes Ulkus |
| septische (Infektion) | pyogene W. putride W. anaerobe W. toxische W. viral-toxische W.      | Fistel infiziertes Ulkus                |

Kurze Anmerkungen zu den in der Einteilung gelisteten:

### Akute Wundheilungsstörungen

#### Aseptische Wundheilungsstörungen
Diese Heilungsstörungen der Wunde werden nicht durch Keime verursacht. Die bekanntesten sind:
- Das Wundhämatom und -serom
Ein Wundhämatom ist eine Ansammlung von Blut und Blutkoageln im Wundspalt, der hierdurch schmerzhaft auseinandergetrieben wird. Der Schmerz ist proportional zur Drucksteigerung im Gewebe. Kleine Mengen Blut werden vom Körper unter Bildung von farbigen Abbauprodukten des Hämoglobins, die in die Wundumgebung diffundieren und blaurot, dann violett, noch später grün sichtbar sind, beseitigt. Größere Koagel hingegen verflüssigen und sedimentieren. Der fast farblose Überstand wird als Serom bezeichnet.
Verflüssigte Hämatome und Serome kann man bei Schmerz und exzessiver Größe mit einer Kanüle keimfrei punktieren. Die Gefahr einer Infektion ist mit Schmerzverlust und kosmetischer Verbesserung abzuwägen. Nicht entlastete, große Hämatome werden letztendlich narbig „organisiert“, was zur Funktionsminderung führen kann.
- Die Wundrandnekrose
Hierbei ist der Wundrand nicht mehr durchblutet, sondern ist abgestorben. Er sieht statt rosig gelb aus. Da dieser Zustand weder alle Schichten und noch den gesamten Nahtbereich betrifft, muss die Wunde nicht auseinanderweichen. Aber das nekrotische Gewebe „demarkiert“ sich und es resultiert unbehandelt eine sekundär heilende Wunde mit schlechtem Aussehen.
- Die Wunddehiszenz oder der Nahtwich
So wird das Auseinanderweichen der Wundränder bezeichnet. Zumeist wird diese Komplikation erst sichtbar, wenn zum allgemein üblichen Termin das Nahtmaterial entfernt wird. Bei zu großer Spannung ist es möglich, dass die Fäden am Wundrand vorzeitig ausreißen, also durchschneiden und deshalb die Wunde klafft. Wenn innere Wunden nicht heilen, also klaffen, wird von einer Nahtinsuffizienz gesprochen. Da hierbei Exkrete (Magen-, Darmsaft, Stuhl, Galle) in die freie Bauchhöhle gelangen, entsteht das gefährliche Krankheitsbild Peritonitis.
- Der Platzbauch
Ein Platzbauch ist ein Spezialfall der Nahtinsuffizienz bezogen auf den Bauch. Er tritt oft erst einige Tage nach der Operation auf. Man unterscheidet zwei Formen, den offenen Platzbauch, bei dem alle Bauchwandschichten auseinandergewichen sind und Darm, Netz, Leber oder andere Organe sichtbar in der Wunde erscheinen. Hiervon muss man den gedeckten Platzbauch unterscheiden, bei dem hauptsächlich nur die tieferen, tragenden Bauchwandschichten (Faszien) auseinandergewichen sind. Da die Haut häufig nur eine kleine Lücke aufweist, wird dieser Zustand oft verkannt. Ein typisches Zeichen ist der Austritt von Bauchwasser wie ein Quell.
Beide Formen werden von Ausnahmefällen abgesehen dringlich reoperiert. Mögliche Ursachen, die eine Bauchdrucksteigerung verursachten, werden beseitigt und das Abdomen erneut verschlossen. Die Dringlichkeit ergibt sich einerseits aus der zwingenden Notwendigkeit des Ausschlusses einer anderen unerwünschten Operationskomplikation im Leib und andererseits der Abwendung einer Bauchhöhleninfektion (Peritonitis).

#### Septische Wundheilungsstörungen
Diese Gruppe wird zumeist nicht nach dem klinischen Erscheinungsbild, sondern nach den Erregergruppen eingeteilt:
- pyogene Wundinfektionen
Sie werden von den klassischen Eitererregern, wie Streptokokken oder Staphylokokken verursacht. Aber auch Mischinfektionen sind nicht selten. Zu nennen sind in erster Linie der Wundabszess oder die Phlegmone, deren Eiter sich von der Wunde ausgehend in Gewebsspalten, wie beispielsweise Sehnenräume in der tiefen Hohlhand oder am Unterarm ausbreitet.
- putride Wundinfektionen
Bei solchartigen Wundinfektionen spielen Fäulniserreger eine wichtige Rolle. Der hierbei auftretende, typische Eitergeruch fällt sogar dem Laien auf. Unter den Krankheitsbildern dominieren die Phlegmonen, deren Verläufe wesentlich schwerer sind.
- anaerob-unspezifische Wundinfektionen
Dominant sind hier anaerobe Keime in einer Mischflora. Begünstigt treten solche Infektionen bei Durchblutungsstörungen auf.
- anaerob-toxische Wundinfektionen. Hier ragen zwei Krankheitsbilder mit sehr spezifischen Erregern heraus:
Der Gasbrand und der Tetanus, detailliert in den beiden Hauptartikeln.
Obwohl die Tetanusinfektion zu den Wundinfektionen zählt und hier genannt wird, muss angemerkt werden, dass die Wunde selbst oft heilt, es sich im eigentlichen Sinne um keine Wundheilungsstörung handelt.
Das klinische Bild eines Gasbrandes ist eine schwerwiegende, lebensbedrohliche Wundinfektion.
- viral-toxische Wundinfektionen
Allgemein bekannt ist nur die Tollwut.

### Chronische Wundheilungsstörungen
Wunden, deren Heilung einen unüblichen, chronischen Verlauf nimmt, liegen zusätzlich andere Erkrankungen zugrunde, sind also nur symptomatisch für jene. Eine Heilung einer solch „chronischen Wunde“ erreicht man auch bei Anwendung modernster Methoden der lokalen Wundbehandlung erst, wenn die zugrundeliegende Krankheit kuriert oder gebessert wurde.
Ursachen für verzögerte Wundheilungen können Durchblutungsstörungen (pAVK) oder Varizen sein. Auch ein Diabetes mellitus allein kann bei unausgeglichenem Stoffwechsel bereits die Heilung verzögern.
Edle Metalle, keimfreie und chemisch stabile Kunststoffe, sogar bestimmte Gläser können nach Verletzungen oder Operationen im Organismus als sogenannte Fremdkörper (lat.plur. Corpora aliena) einheilen. Sind die Materialien hingegen unverträglich, wie Buntmetall oder große Mengen toten Knochengewebes (sogenannte Sequester) oder gar infiziert, kommt es zur eitrigen Sekretion, zunächst abgekapselt in einem Abszess. Später entleert sich der Eiter über nicht heilende, röhrenförmige Gewebespalten, die Fisteln, an die Körperoberfläche, solange sich noch ursächliches Material im Körper befindet. Diese Art von Fistel, die sogenannte Röhrenfistel, besitzt (im Gegensatz zu einer Lippenfistel) keine innere Schleimhautauskleidung. Deshalb heilt sie nach Beseitigung ihrer Ursache schnell.
Über die Häufigkeit chronischer Wunden gibt es keine gesicherten Angaben. Schätzungen zufolge leiden 1–2 % der erwachsenen Bevölkerung der westlichen Industrienationen unter einer chronischen Wunde. Die Wahrscheinlichkeit, eine chronische Wunde zu entwickeln, steigt mit zunehmenden Lebensalter an und liegt ab Erreichen des 80. Lebensjahrs bei ebenfalls geschätzten 4–5 %. Die unklare Datenlage ist in der unklaren Definition begründet, insbesondere ab wann von einer Stagnation des Heilungsverlaufs bzw. von einer Chronizität zu sprechen ist.